# Leskovec (Březová)

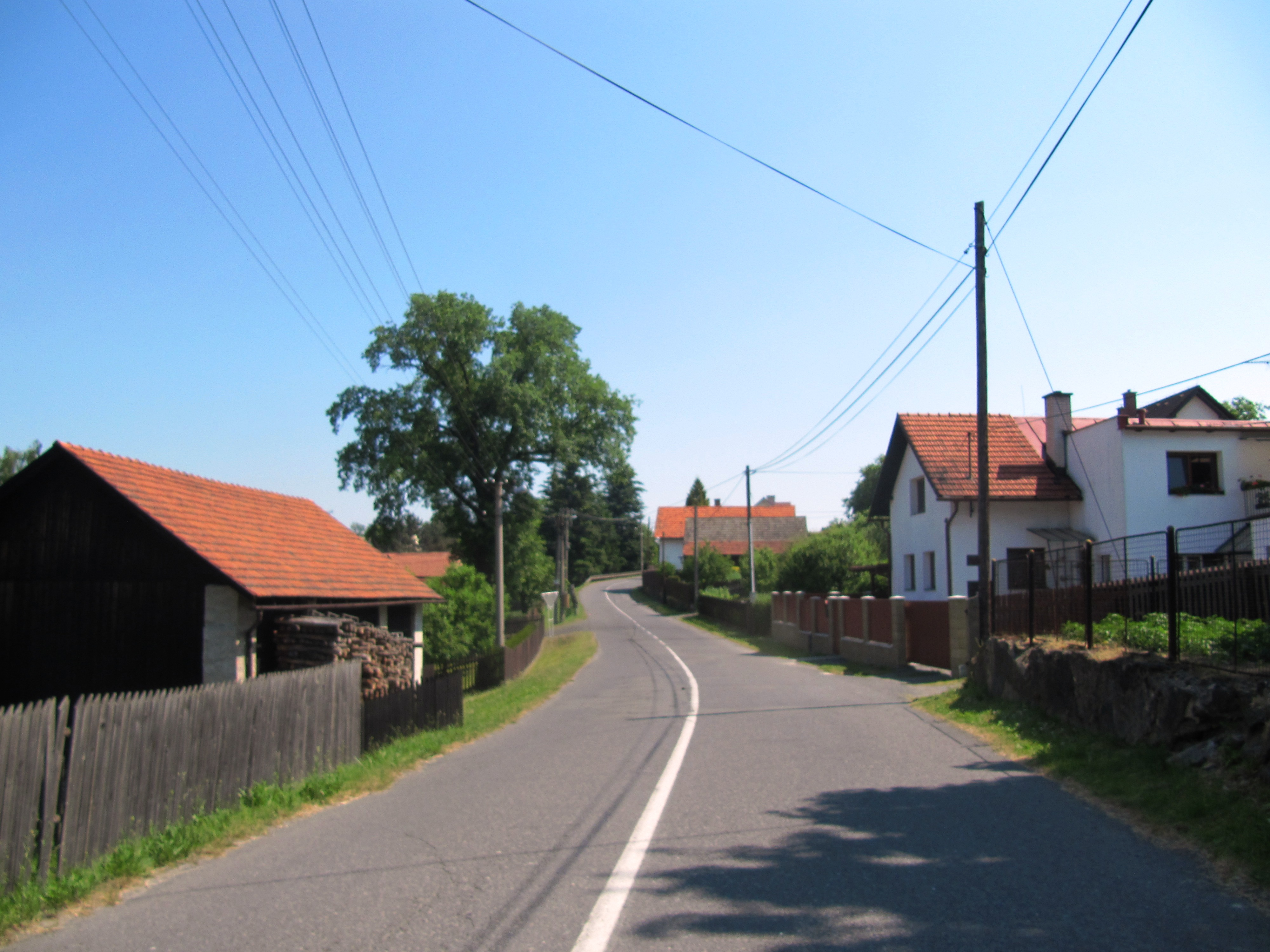
Dorfstraße

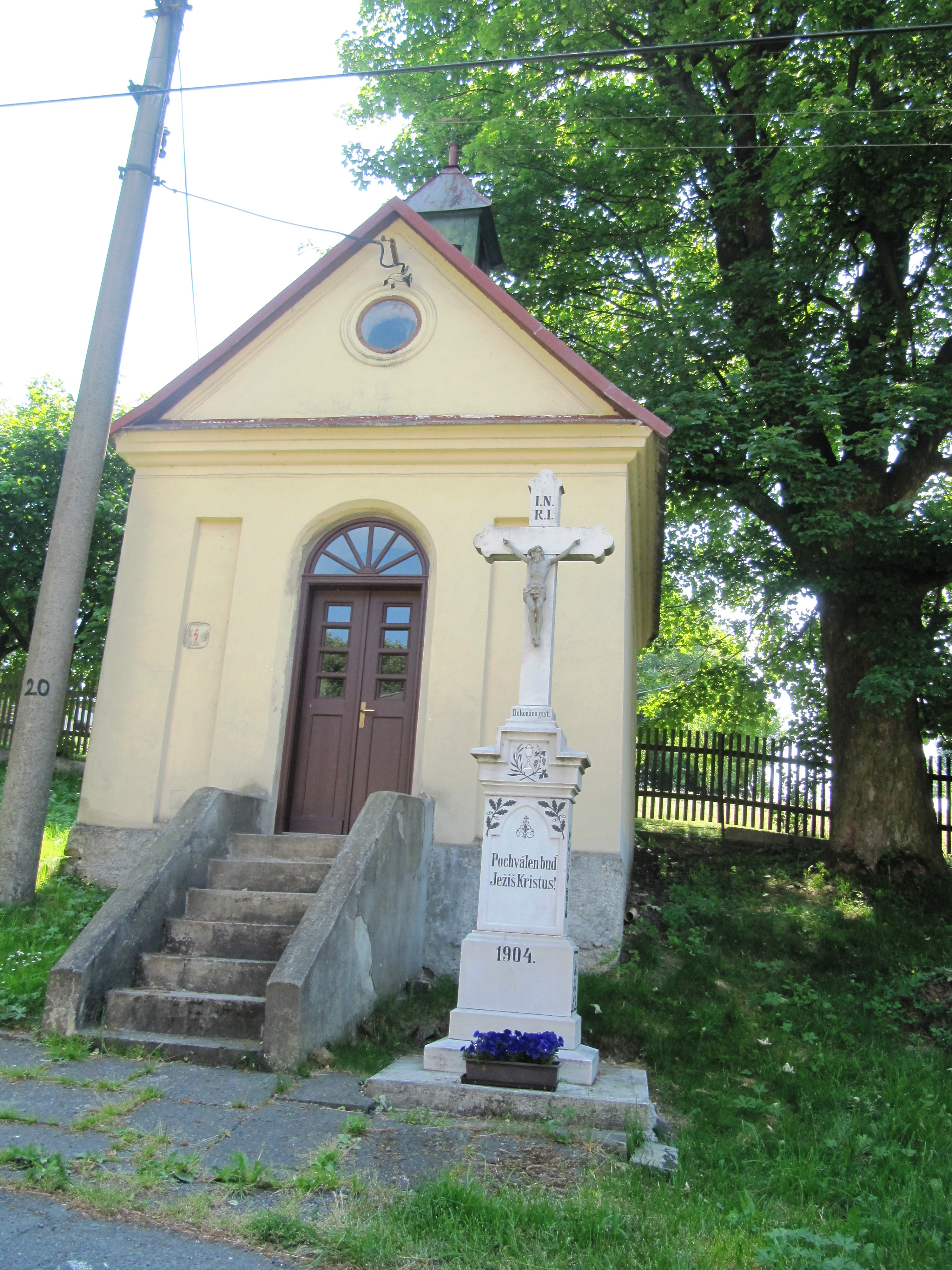
Kapelle des reinsten Herzens der Jungfrau Maria

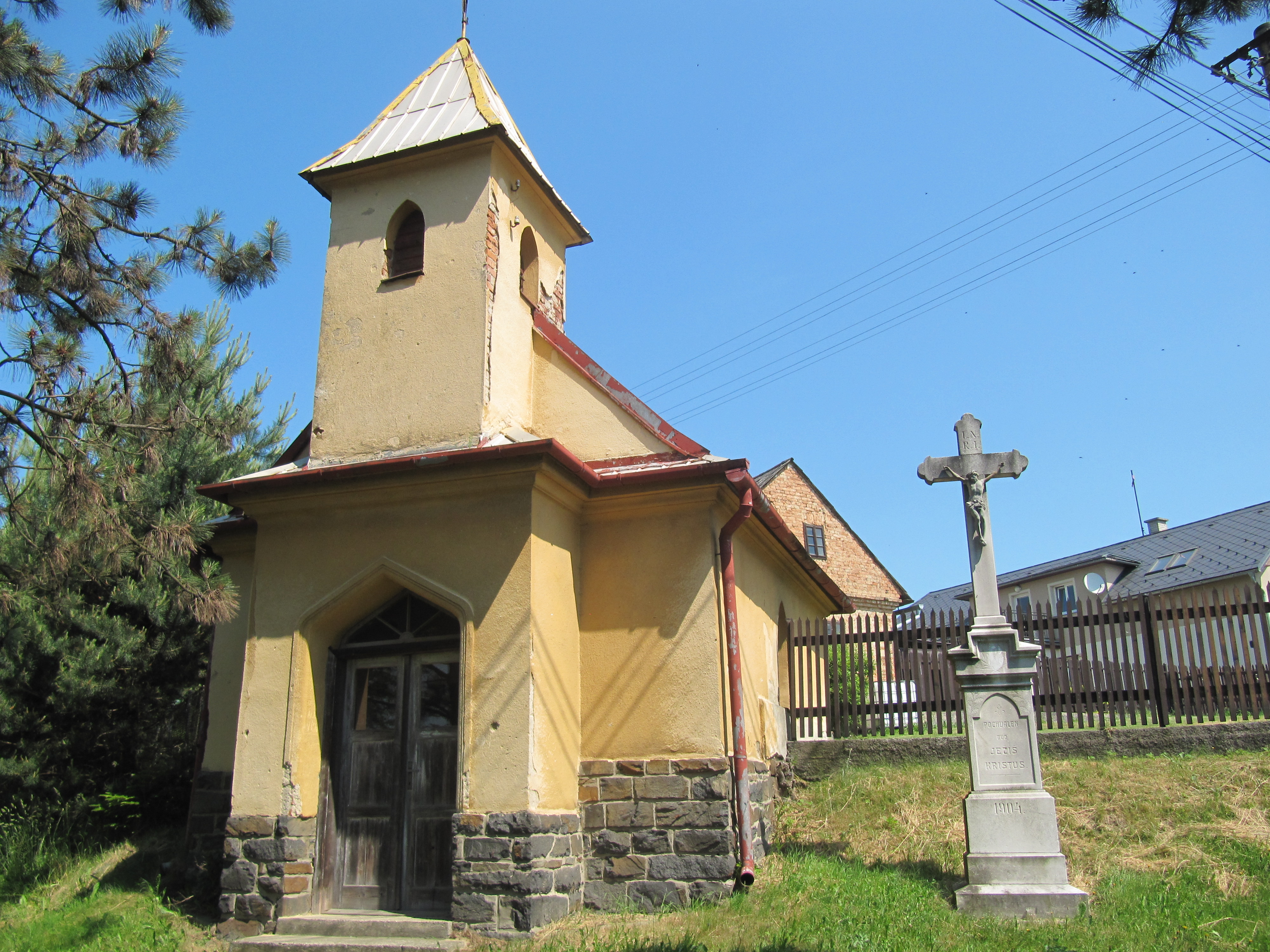
Untere Kapelle

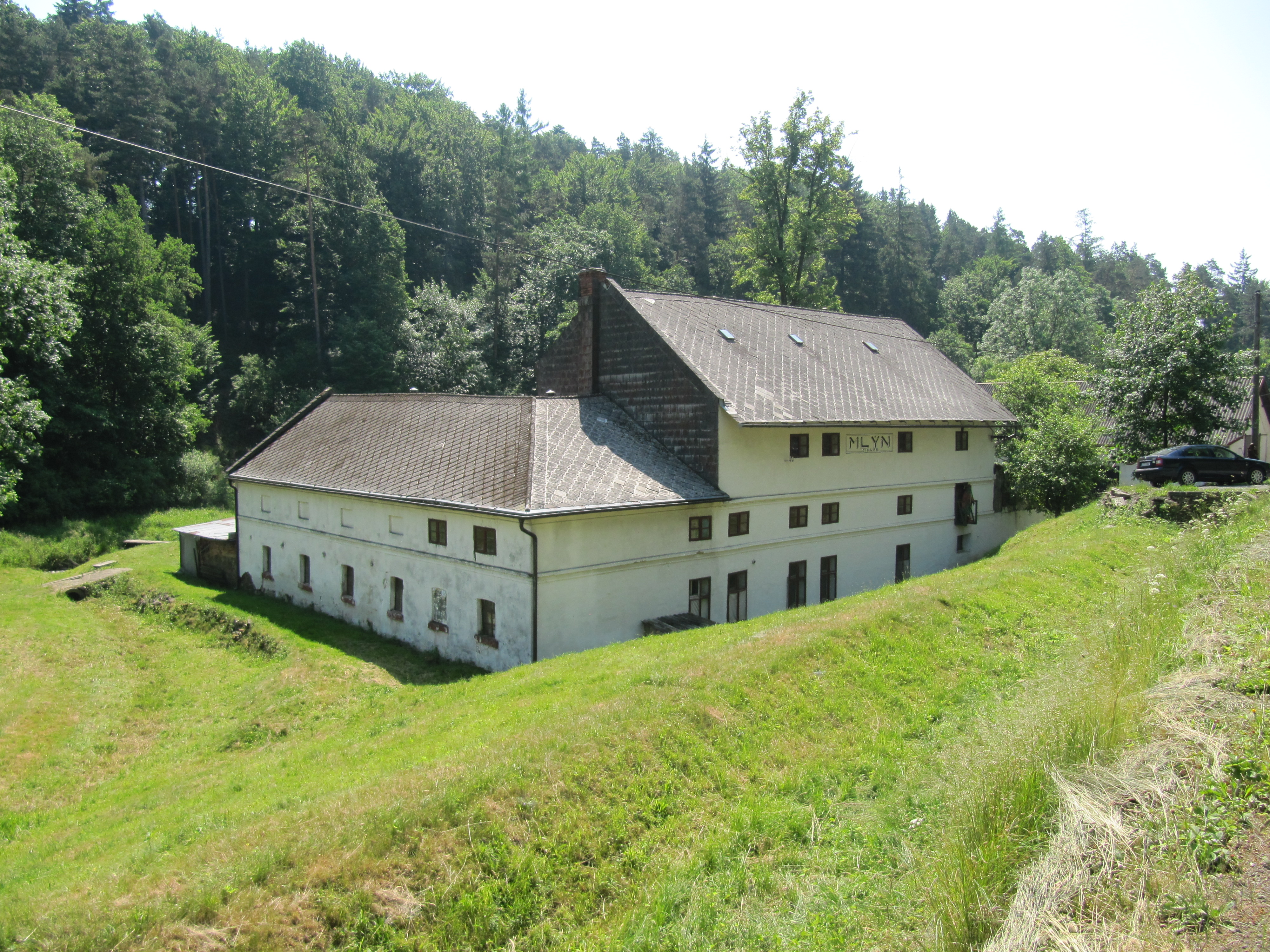
Mühle

Leskovec (deutsch Markersdorf) ist ein Ortsteil der Minderstadt Březová in Tschechien. Er liegt neun Kilometer nördlich von Fulnek und gehört zum Okres Opava.

## Geographie
Leskovec befindet sich in der Vítkovská vrchovina (Wigstadtler Berge) in einem linken Seitental des Baches Gručovka; nordöstlich des Dorfes entspringt die Bílovka. Im Norden erhebt sich Ptačí vrch (502 m n.m.), östlich die Kozí hrby (488 m n.m.), im Süden die Příčnice (506 m n.m.) sowie südwestlich der Tršlovec (531 m n.m.). Das Dorf wird von ausgedehnten Wäldern umgeben.
Nachbarorte sind Bleška und Skřipov im Norden, Hrabství, Za Nivou und Výškovice im Nordosten, Slatina, Ohrada und Vilémův Důl im Osten, Požaha, Stará Ves und Horní Nový Dvůr im Südosten, Lukavec und Vrchy im Süden, Gručovice, Jančí und Větřkovice im Südwesten, Březová im Westen sowie Jelenice und Lesní Albrechtice im Nordwesten.

## Geschichte
Leskovec ist vermutlich eine Gründung der Benediktinerpropstei Březová (Briesau) und wurde als  Waldhufendorf beiderseits eines Bachlaufes angelegt. Die erste urkundliche Erwähnung des Dorfes erfolgte 1412 als Besitz des Mikuláš von Leskovec, der wahrscheinlich auch die Feste erbauen ließ. Nachfolgende Besitzer des kleinen landtäfligen Gutes waren ab 1432 Václav von Leskovec und ab 1464 Mikuláš Nedvídek. Ab 1500 ist die Feste urkundlich nachweisbar. Im 16. und 17. Jahrhundert wechselten die Besitzer in rascher Folge. 1680 kaufte Georg Christoph von Proskau das Gut und schlug es seiner Herrschaft Grätz zu, die Feste Leskovec verlor damit ihre Bedeutung als Herrensitz und erlosch. Im Jahre 1733 war Leskovec fast gänzlich verödet. Danach erfolgte eine Wiederbesiedlung des Dorfes. Friedrich Carl Johann Amadeus Fürst Lichnowsky hob 1782 den herrschaftlichen Meierhof Leskovec auf. Er ließ dessen Fluren zu gleichen Teilen parzellieren und überließ sie 18 deutschen Siedlern aus Kamitz und Umgebung. Das westlich über dem alten Dorf entstandene Gassendorf erhielt den Namen Deutsch Markersdorf. Das alte Dorf wurde fortan Moravský Leskovec bzw. Böhmisch Markersdorf genannt. In der nachfolgenden Zeit wuchs der Anteil der deutschsprachigen Bevölkerung durch Zug weiter an.
Im Jahre 1834 bestand das an der mährischen Grenze gelegene Dorf Böhmisch-Markersdorf bzw. Morawsky Leskowec aus 45 größtenteils hölzernen Häusern, in denen 327 Personen lebten. Die Gručovka wurde in zwei Teichen gestaut, die dem Betrieb der darunter liegenden Mahlmühle absicherten. Daneben lag die ganz aus Dominikalland bestehende Kolonie Deutsch-Markersdorf mit 23 Häusern und 125 deutschsprachigen Einwohnern. Haupterwerbsquellen bildeten in beiden Dörfern der Ackerbau und die Tagelöhnerei. Pfarr- und Schulort war Briesau. Bis zur Mitte des 19. Jahrhunderts blieben Böhmisch Markersdorf und  Deutsch Markersdorf der Minderherrschaft Grätz untertänig.
Nach der Aufhebung der Patrimonialherrschaften bildeten Moravský Leskovec / Böhmisch Markersdorf und Německý Leskovec / Deutsch Markersdorf ab 1849 die Gemeinde  Leskovec / Markersdorf im Gerichtsbezirk Wigstadtl. Ab 1869 gehörte Markersdorf zum Bezirk Troppau. Zu dieser Zeit hatte die Gemeinde 493 Einwohner und bestand aus 66 Häusern.
Im Jahre 1900 lebten in Markersdorf 418 Personen, 1910 waren es 455. Beim Zensus von 1921 lebten in den 93 Häusern der Gemeinde 466 Menschen, davon 271 Tschechen und 195 Deutsche. Im Ortsteil Böhmisch Markersdorf (63 Häuser) waren es 318 Personen (241 Tschechen, 77 Deutsche), in Deutsch Markersdorf (30 Häuser) 148 Personen (118 Deutsche, 30 Tschechen). Im Jahre 1930 bestand Markersdorf aus 102 Häusern und hatte 455 Einwohner; 1939 waren es 466. Nach dem Münchner Abkommen wurde die gemischtsprachige Gemeinde 1938 dem Deutschen Reich zugesprochen und gehörte bis 1945 zum Landkreis Troppau. Zwischen dem 29. April und 1. Mai 1945 beschloss die Rote Armee während des Gefechts um Briesau von Markersdorf aus die deutsche Kampfstellung Briesau. Nach dem Ende des Zweiten Weltkrieges kam die Gemeinde zur Tschechoslowakei zurück, die meisten der deutschsprachigen Bewohner wurden vertrieben. Die beiden Ortsteile Moravský Leskovec und Německý Leskovec wurden 1945 vereinigt. 1949 wurde Leskovec dem neu gebildeten Okres Vítkov zugeordnet, der bei der Gebietsreform von 1960 wieder aufgehoben wurde. Im Jahre 1950 hatte die Gemeinde 250 Einwohner. Seit 1952 werden die Namen Moravský Leskovec und Německý Leskovec nicht mehr verwendet. Am 1. Januar 1977 wurde Leskovec nach Březová eingemeindet. Beim Zensus von 2001 lebten in den 77 Häusern von Leskovec 271 Personen. 2006 wurde auf dem Gelände der ehemaligen Kaserne die Minibrauerei Slezan gegründet.

## Ortsgliederung
Leskovec besteht aus den Ortslagen Moravský Leskovec (Böhmisch Markersdorf) und Německý Leskovec (Deutsch Markersdorf) sowie der Einschicht Leskovec - Kasárna.
Der Ortsteil bildet den Katastralbezirk Leskovec u Vítkova.

## Sehenswürdigkeiten
- Kapelle des reinsten Herzens der Jungfrau Maria, ehemalige Dorfkapelle von Moravský Leskovec. Vor der Kapelle befindet sich ein steinernes Kreuz aus dem Jahre 1904
- Untere Kapelle, ehemalige Dorfkapelle von Německý Leskovec. Neben der Kapelle befindet sich ein steinernes Kreuz aus dem Jahre 1904